# Dillenia tetrapetala
Dillenia tetrapetala är en tvåhjärtbladig växtart som beskrevs av Joongku Lee, T.B.Tran och R.K.Choudhary. Dillenia tetrapetala ingår i släktet Dillenia och familjen Dilleniaceae. Inga underarter finns listade i Catalogue of Life.